# Kalevankangas
Kalevankangas est un esker à environ un kilomètre à l'est du centre-ville de Tampere en Finlande.

## Présentation
L'esker Kalevankangas s'est formé à la fin de l'ère glaciaire vers 8 000 ans av. J.-C.
Il fait partie de la ligne de cretes de l'esker de Pyynikki.
Sur Kalevankangas se trouve le cimetière de Kalevankangas. 
Au sud de la crête se trouve le lac Iidesjärvi et le long du versant sud de la crête il y a la ligne ferroviaires pour Jyväskylä. 

## Histoire
Pendant la guerre civile finlandaise, Kalevankangas est le site de la bataille de Tampere et l'emplacement du Camp de prisonniers de Kalevankangas,.
Pendant la bataille de Tampere, Kalevankangas a été le théâtre de nombreux combats. 
Le premier objectif de la Garde blanche avait été de prendre Kalevankangas, la zone des casernes et le cimetière. 
Les volontaires suédois étaient à droite et les Jägers à gauche. 
Les Gardes rouges étaient protégés par les pierres tombales et les vétérans blancs se souviendront plus tard qu'il semblait presque impossible de les atteindre. 
La bataille de Tampere fut la bataille la plus sanglante de toute la guerre civile finlandaise et la plus sanglante de l'histoire finlandaise à cette époque. 
Le cimetière de Kalevankangas abrite encore des pierres tombales brisées ou percées de balles. 
Les Gardes rouges tués et ceux qui sont morts plus tard dans le Camp de prisonniers de Tampere ont été enterrés dans une fosse commune de 2 700 personnes,,.